# Łuseczka tułowiowa

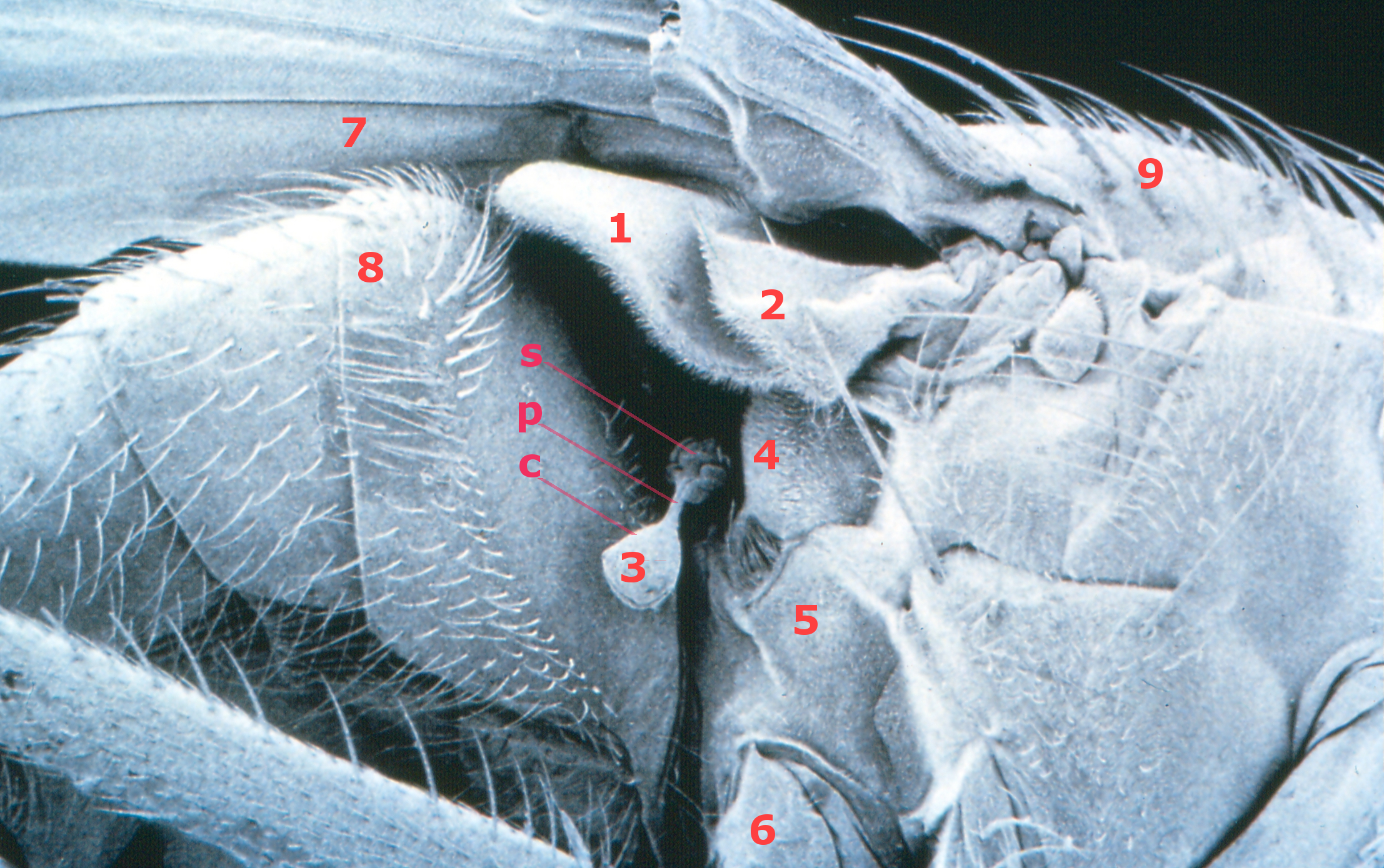
Zbliżenie na bok tułowia muchówki. 1: łuska tułowiowa, 2: łuska skrzydłowa

Łuseczka tułowiowa, łuska tułowiowa, łuska dolna (łac. basicalypter, squamula thoracica; ang. lower calypter, inner squama) – struktura anatomiczna charakterystyczna dla muchówek z grupy Calyptrata.
Narząd ten ma postać dyskowatą lub błoniastą i leży po bokach tułowia, u nasady skrzydeł, tuż nad przezmiankami. Stanowi on proksymalny płat tylno-nasadowej części, łączącej tylną krawędź skrzydła i tułów, błony aksylarnej. Bierze swój początek w bruździe między tarczką a zatarczą (postnotum) jako wąskie, błoniaste ścięgno. Jej część dystalna kończy się tam, gdzie zaczyna się położona i bardziej z tyłu łuseczka skrzydłowa.
Łuseczka ta, choć charakterystyczna dla Calyptrata, uległa wtórnej redukcji u kłośnicowatych, co jest ich cechą autapomorficzną.